# 436
Évszázadok: 4. század – 5. század – 6. század
Évtizedek: 380-as évek – 390-es évek – 400-as évek – 410-es évek – 420-as évek – 430-as évek – 440-es évek – 450-es évek – 460-as évek – 470-es évek – 480-as évek
Évek: 431 – 432 – 433 – 434 –  435 – 436 – 437 – 438 – 439 – 440 – 441

## Események

### Nyugat- és Keletrómai Birodalom
- Flavius Anthemius Isidorust és Flavius Senatort választják consulnak.
- Flavius Aetius hun segédcsapatai segítségével Augusta Vangionum (ma Worms) mellett döntő vereséget mér a burgundokra, akik közül állítólag 20 ezren esnek el és királyukat, Gundahart is megölik. A burgundok királysága megsemmisül (ez az esemény adja a Nibelung-ének történelmi hátterét).
- Aetius Armoricában (Bretagne) leveri a helyi lakosság felkelését.
- Theodoric vizigót király ostrom alá veszi Narbo Martiust (ma Narbonne), de Aetius hadvezére, Litorius hun segédcsapatokkal a következő év elején felmenti a várost.

### Kína
- Északi Vej állam meghódítja és annektálja Északi Jen államot.

## Születések
- Szent Remigius, reimsi püspök

## Halálozások
- Gundahar, burgund király

## Fordítás
- Ez a szócikk részben vagy egészben  a(z)   436 című angol Wikipédia-szócikk ezen változatának fordításán alapul.  Az eredeti cikk szerkesztőit annak laptörténete sorolja fel. Ez a jelzés csupán a megfogalmazás eredetét és a szerzői jogokat jelzi, nem szolgál a cikkben szereplő információk forrásmegjelöléseként.